# プラススタイル
プラススタイル株式会社は、 東京都港区新橋に本社を置く企業。スマート家電やスマートホームの周辺機器の企画流通販売を手がける。

## 歴史
2015年（平成27年）設立。

## 事業所
- 本社 - 〒105-0004  東京都港区新橋6丁目19-13号